# Pont-avion
 (février 2019).

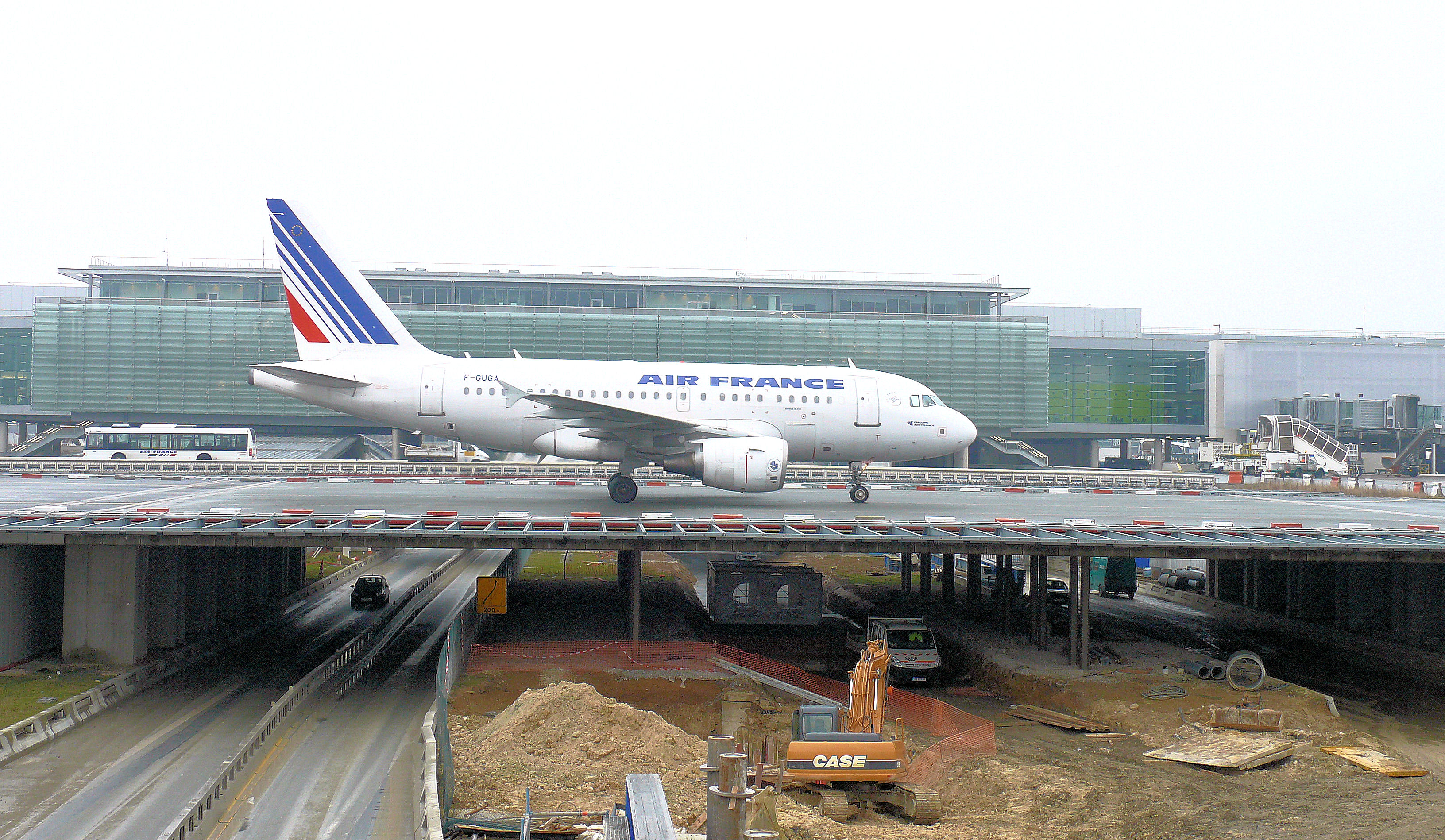
Pont-avion à l'aéroport de Paris-Charles-de-Gaulle.

Un pont-avion est un pont qui permet à des avions de franchir un obstacle en creux, en général une route, une rivière ou des voies de chemin de fer. 
Plusieurs ponts-avion permettent le franchissement de l'autoroute A1 et d'autres voies de routières par les pistes d'envol de l'aéroport de Paris-Charles-de-Gaulle ou les pistes permettant aux avions circuler entre la piste 1, au nord des aérogares, et les pistes 2 et 4, au sud.
Ces ouvrages sont en général du type pont-dalle en béton précontraint. Ils doivent être capables de résister à des charges de train d'atterrissage de 600 t[réf. nécessaire].